# Pocket God
Pocket God ist ein für iOS und Android entwickeltes Spiel von Bolt Creative. Es wurde von Allan Dye entworfen und von Dave Castelnuovo programmiert. Pocket God wurde am 9. Januar 2009 veröffentlicht.

## Spielprinzip
Pocket God ist eine Göttersimulation, der Spieler hat also weitestgehend die Kontrolle über die Spielwelt, in diesem Fall eine Insel. Die primitiven Inselbewohner – die Pygmys – sind den Götterkräften des Spielers ausgesetzt. Diese Götterkräfte reichen von harmlosen Kräften (z. B. einen Inselbewohner mit einer Angelrute ausstatten), über einige zerstörerische (einen Hurrikan heraufbeschwören), bis zu einfach nur unterhaltsamen (einen Pygmy in der Luft schweben lassen). Mit Hilfe des im iPhone/iPod touch integrierten Bewegungssensors lassen sich Schwerkraft und auch Erdbeben simulieren. Man kann außerdem die Spielwelt mit verschiedenen Skin-Packs anpassen und so ihr Aussehen verändern.
Zusätzlich ist es möglich, bis zu 48 Episoden mit eigenen Rätseln spielen, bei welchen man Götter freischaltet und mit diesen in einer Kampfarena beim Battle of The Gods eine Art Schere-Stein-Papier Minispiel spielen kann.

## Rezeption

### In anderen Spielen
Pocket God wurde in diversen weiteren mobile Apps rezipiert. So kann man seit dem 22. Mai 2009 in Doodle Jump als Pygmy aus Pocket God spielen. Dazu muss der Spieler seinen Namen in einen der Namen der Pocket-God-Charaktere, wie z. B. Ooga, Booga, Nooby, Dooby, Klik oder Klak ändern.
Am 3. Juli 2009 wurde ein Update von The Creeps! veröffentlicht, welches Pygmy-Charaktere hinzufügte. Um in The Creeps! mit Pygmys spielen zu können, muss der Spieler die Credits aufrufen.
In der Episode Pocket God Attacks des Spiels Harbor Master konnten Spieler schwimmende Pygmys anstatt der normalen Boote freischalten. Um mit den Pygmy auf Harbor Master spielen zu können, muss der Spieler fünf Sekunden lang die Überschrift „Harbor Master“ festhalten.
Am 11. August 2010 hat Thunder Game Works ein Crossover-Update für das Spiel Trenches mit Zombie-Pygmäen veröffentlicht. Um gegen sie zu spielen, muss der Spieler auf Skirmish-Mode und anschließend auf „Pygmy Horde“ drücken.